# آمپری
آمپری (به اسپانیایی: Amparay) یک کوه در پرو است که در منطقه کوزکو واقع شده‌است. آمپری ۵٬۴۱۸ متر بالاتر از سطح دریا واقع شده‌است.